# Carl Günther Ludovici
Pour les articles homonymes, voir Ludovici.
Carl Günther Ludovici est un philosophe allemand, né à Leipzig en 1707, mort en 1778. 
Il professa la philosophie à l’université de sa ville natale et a exposé, dans divers ouvrages, les systèmes de Wolff et de Leibniz. Il a également collaboré à l’Encyclopédie allemande. 
On cite de lui : Exposé complet de l’histoire de la philosophie de Wolff (Leipzig, 1736, in-8°) ; Exposé complet de l’histoire de la philosophie de Leibniz (Leipzig, 1737, in-8°) ; Recueil d’extraits des écrits polémiques concernant la philosophie de Wolff (Leipzig, 1737, in-8°); Dictionnaire complet du commerce (Leipzig, 1752, 5 vol. in-8°).

## Source
« Carl Günther Ludovici », dans Pierre Larousse, Grand dictionnaire universel du XIXe siècle, Paris, Administration du grand dictionnaire universel, 15 vol., 1863-1890 [détail des éditions].
- Notices d'autorité :   - VIAF
  - ISNI
  - BnF (données)
  - IdRef
  - LCCN
  - GND
  - Pays-Bas
  - Pologne
  - Israël
  - NUKAT
  - Suède
  - Vatican
  - Tchéquie
  - WorldCat
- Notices dans des dictionnaires ou encyclopédies généralistes :   - Deutsche Biographie
  - Sächsische Biografie